# Stara strzelba
Stara strzelba (fr. Le vieux fusil) – francusko–niemiecki dramat wojenny z 1975 roku w reżyserii Roberta Enrico. 
Dramat z elementami thrillera o fabule nawiązującej do masakry cywilów dokonanej w 1944 r. przez Niemców we francuskim Oradour-sur-Glane.
Zdjęcia do filmu nakręcano w Bruniquel, Montauban, Paryżu i w Biarritz.  

## Treść
Lato 1944 roku. Doktor Julien Dandieu, pacyfistycznie zdystansowany od polityki i toczącej się wojny chirurg szpitala w Montauban, w obawie przed skutkami działań wojsk niemieckich na terytorium francuskiej tzw. Wolnej Strefy, zwraca się do przyjaciela, by jego żonę i córkę wywiózł do pozornie bezpiecznej wioski, w której ma swój zamek rodzinny. Ta życzliwa przysługa okazuje się dla nich wyrokiem okrutnej śmierci, gdy do miejscowości pewnego dnia wkracza oddział SS z zamiarem wymordowania wszystkich mieszkańców. Lekarz, świadomy męczeńskiej śmierci obu ukochanych osób podczas dokonanej eksterminacji i owładnięty pragnieniem sprawiedliwego odwetu, obmyśla plan zemsty na niemieckich zbrodniarzach w miejscu, z którym łączą go najlepsze wspomnienia z czasów nie tylko dzieciństwa i młodości.

## Obsada[2]
- Philippe Noiret – dr Julien Dandieu
- Romy Schneider – Klara, jego żona
- Catherine Delaporte – Florence, jego córka
- Jean Bouise –	François, przyjaciel
- Madeleine Ozeray – matka Juliena
- Joachim Hansen – oficer SS
- Robert Hoffmann – porucznik
- Karl Michael Vogler –	dr Müller
- Jean-Paul Cisife – szef lokalnej milicji francuskiej

## Nagrody i wyróżnienia[2]
César 1976:
- dla najlepszego filmu
- dla najlepszego aktora (Philippe Noiret)
- za najlepszą muzykę do filmu (François de Roubaix)

David di Donatello 1976:
- dla najlepszego aktora (Philippe Noiret)

César 1985:
- wyjątkowy César des Césars